# Iwona Dereń
Iwona Dereń, z d. Daniluk (ur. 8 lipca 1973 w Kamiennej Górze) – biathlonistka, olimpijka z Nagano 1998. W latach 1990–2000 była zawodniczką MKS Karkonosze Jelenia Góra. Od 2006 r. jest trenerką biathlonu w MUKN "Pod Stróżą" w Lubawce. W latach 2014–2018 była radną miasta Lubawka.

## Życiorys
Pierwsze sukcesy odnosiła jako juniorka zdobywając w 1993 roku mistrzostwo Polski w sztafecie 3 x 7,5 km oraz wicemistrzostwo w biegach indywidualnych na 7,5 km i 10 km.
Wśród seniorów w roku 1996 została mistrzynią Polski w sztafecie 3 x 7,5 km i w biegu drużynowym. Była czterokrotną wicemistrzynią Polski w biegach sztafetowych (1993, 1995, 1998) oraz w biegu drużynowym. Uczestniczka mistrzostw świata w biathlonie w latach 1995, 1997, 1999.
Jej największym sukcesem był srebrny medal zdobyty podczas Mistrzostw Europy w 1999. W tym samym roku zdobyła brązowy medal w sztafecie 3 x 7,5 km podczas zimowej uniwersjady. Na igrzyskach olimpijskich w 1998 roku wraz z koleżankami zajęła 13. miejsce w biegu sztafetowym 4 x 7,5 km.